# Championnat d'Europe 1987 de football américain
Navigation
1985 1989
Le Championnat d'Europe 1987 de football américain (en anglais, 1987 American Football European Championship) est la 3e édition du Championnat d'Europe de football américain. Il s'agit d'une compétition continentale de football américain mettant aux prises les sélections nationales européennes affiliées à l'EFAF.
La phase finale de cette édition a eu lieu à Espoo et à Helsinki en Finlande, du 19 août au 23 août 1987. 
C'est l'équipe d'Italie qui remporte la compétition pour la seconde fois de son histoire (l'équipe de Finlande était la tenante du titre).

## Phase éliminatoire

### Groupe Ouest
- 1/2 finales :

| Date             | Lieu       | Domicile        | Résultat | Extérieur       |
| ---------------- | ---------- | --------------- | -------- | --------------- |
| 2 novembre 1986  | Birmingham | Grande-Bretagne | 9 - 6    | Pays-Bas        |
| 16 novembre 1986 | Soest      | Pays-Bas        | 5 - 24   | Grande-Bretagne |
- Finales :

| Date         | Lieu       | Domicile        | Résultat | Extérieur       |
| ------------ | ---------- | --------------- | -------- | --------------- |
| 22 mars 1987 | Dunkerque  | France          | 2 - 58   | Grande-Bretagne |
| 5 avril 1987 | Birmingham | Grande-Bretagne | 26 - 0   | France          |
 Grande-Bretagne qualifiée pour la phase finale.

### Groupe Est
- Finales :

| Date           | Lieu        | Domicile             | Résultat | Extérieur            |
| -------------- | ----------- | -------------------- | -------- | -------------------- |
| 1987           | Berne       | Suisse               | 0 - 53   | Allemagne de l'ouest |
| 4-5 avril 1987 | Schweinfurt | Allemagne de l'Ouest | 72 - 0   | Suisse               |
 Allemagne de l'Ouest qualifiée pour la phase finale.

## Phase finale

### Équipes participantes
| # | Équipe               | Motif de la qualification                | Dernière participation |
| - | -------------------- | ---------------------------------------- | ---------------------- |
| 1 | Finlande             | 1er de l'Euro 1985                       | Euro 1985              |
| 2 | Italie               | 2e de l'Euro 1985                        | Euro 1985              |
| 3 | Grande-Bretagne      | Vainqueur groupe Ouest des éliminatoires | Inédit                 |
| 4 | Allemagne de l'Ouest | Vainqueur groupe Est des éliminatoires   | Euro 1985              |

### Les matchs
|  | Demi-finales            | Demi-finales            |                        |    | Finale                  | Finale                  |
|  | Demi-finales            | Demi-finales            |                        |    | Finale                  | Finale                  |
|  |                         |                         |                        |    |                         |                         |
|  | 20 août 1987 à Helsinki | 20 août 1987 à Helsinki |                        |    | 23 août 1987 à Helsinki | 23 août 1987 à Helsinki |
|  | 20 août 1987 à Helsinki | 20 août 1987 à Helsinki |                        |    | 23 août 1987 à Helsinki | 23 août 1987 à Helsinki |
|  | Grande-Bretagne         | 10                      |                        |    | 23 août 1987 à Helsinki | 23 août 1987 à Helsinki |
|  | Grande-Bretagne         | 10                      |                        |    | 23 août 1987 à Helsinki | 23 août 1987 à Helsinki |
|  | Italie                  | 16                      |                        |    | 23 août 1987 à Helsinki | 23 août 1987 à Helsinki |
|  | Italie                  | 16                      | Italie                 | 24 |                         |                         |
|  | 19 août 1987 à Helsinki |                         | Italie                 | 24 |                         |                         |
|  |                         | Allemagne de l'Ouest    | 22                     |    |                         |                         |
|  | Allemagne de l'Ouest    | Allemagne de l'Ouest    | 22                     | 44 |                         |                         |
|  | Allemagne de l'Ouest    |                         |                        | 44 |                         |                         |
|  | Finlande                | 21                      |                        |    |                         |                         |
|  | Finlande                | 21                      | Match pour la 3e place |    |                         |                         |
|  |                         |                         |                        |    |                         |                         |
|  | 22 août 1987 à Espoo    |                         |                        |    |                         |                         |
|  |                         |                         |                        |    |                         |                         |
|  | Grande-Bretagne         | 23                      |                        |    |                         |                         |
|  | Grande-Bretagne         | 23                      |                        |    |                         |                         |
|  | Finlande                | 38                      |                        |    |                         |                         |
|  | Finlande                | 38                      |                        |    |                         |                         |

 Italie championne d'Europe 1987.